# Columbus (Ohio)
Columbus je hlavní a největší město Ohia, státu USA. Bylo založeno v roce 1812 na soutoku řek Scioto a Olentangy. Hlavním městem Ohia je od roku 1816. Leží v takzvaném Rezavém pásu, kde se ve 20. století soustředil těžký americký průmysl. Žije zde přibližně 906 tisíc obyvatel a podle sčítání z roku 2020 byl Columbus 14. nejlidnatějším městem Spojených států.
Město je pojmenováno po Kryštofu Kolumbovi.
Přezdívá se Cowtown (Město krav), Cbus a v minulosti Arch City (Město oblouků).

## Historie
První zde žijící lidé tudy kočovali asi před 11–12 tisíci lety. Před přibližně 3 tisíci lety osídlil oblast okolo Columbusu lidé přezdívaní „stavitelé mohyl“ (moundbuilders).
Mezi 17. a 18. stoletím se zde rozkládala Irokézská konfederace, Irokézové ale oblast kvůli expanzi Evropanů – zejména Francouzů a Britů – opustili. Huroni, Odžibvejové, Ottawové a Potawatomiové začali obývat Irokézy opuštěnou půdu.
Evropští osadníci založili v roce 1797 vesnici Franklinton na západním břehu řeky Scioto, na jejímž vzniku se podílel jistý Lucas Sullivant.
Roku 1812 Franklintonští zbudovali město Columbus s cílem nahradit dosavadní hlavní město Ohia Chillicothe a jeho nevyhovující náhradu Zanesville.
Columbus s přijatelnou polohou ve středu Ohia se stal hlavním městem v roce 1816 a postupným růstem později pohltil i Franklinton.
Výstavba města probíhala v době Britsko-americké války, po konci války v roce 1815 ale začalo město ve 20. letech uvadat také vlivem odchodu osadníků. Situace se zlepšila v září roku 1831, kdy město začalo těžit z otevření Erijského kanálu výstavbou kanálu Winchester.
V roce 1836 se Columbus spojil národní dálnicí s městem Maryland. V roce 1850 byla postavena první železnice.
Telegrafní sloupy pojící Columbus s jinými městy byly vybudovány mezi 40. a 50. lety.
Po vypuknutí Americké občanské války roku 1861 se Columbus stal opět armádní základnou. V západní části města vznikl jeden z největších táborů Unie pro konfederační zajatce, Camp Chase. Po válce započal průmyslem poháněný hospodářský růst. Columbus se stal jedním z hlavních výrobců koňských povozů.
V létě roku 1888 zde proběhlo setkání veteránů občanské války, organizace Grand Army of the Republic. Veteránů a jejich příbuzných dorazilo na 250 tisíc, přičemž město obývalo v té době asi 80 tisíc lidí.
V roce 1900 již ve městě bydlelo 125 tisíc lidí. Columbus se stal dopravním a obchodním střediskem nejen státu Ohio, v březnu 1913 ale přišly záplavy, které si vyžádaly skoro stovku obětí. V důsledku toho byly postaveny protizáplavové stěny, město se ovšem dále proměňovalo a strhlo prázdné budovy fabrik, slumy i světelné oblouky zdobící ulice počínaje rokem 1880. Znečištění vyústilo ve vznik severně situovaných čtvrtí jako Grandview, Marble Cliff nebo Upper Arlington, ze kterých lidé cestovali do centra tramvajemi.
Roku 1940 vedlo válečné úsilí k otevření továrny na výrobu letadel. Roku 1950 tu žilo 357 tisíc lidí.

## Ekonomika
Columbus se po období těžkého průmyslu 20. století dokázal přeorientovat na nová odvětví a služby. Zdejší high-tech sektory tvoří výroba automobilů a motocyklů a součástek komunikačních technologií, výroba z oceli a produkce nutričních suplementů.
Ocelovou výrobu zastupuje například Worthington Industries. High-tech společnostem napomáhá skutečnost, že 36% absolventů Ohijské státní univerzity ve městě zůstane žít.
Aplikovaná věda a vývoj technologií je zastoupen soukromou neziskovou společností Battelle Memorial Institute.
Strategická poloha činí z města uzel komerční přepravy mezi severovýchodních Spojených států s takzvaným „Středozápadem“.
Bankovní společnost Huntington Bancshares je jediným zástupcem města ve Fortune 500.
Řetězec fast foodů Wendy’s zde v listopadu roku 1969 otevřel svoji první restauraci a dodnes ve městě sídlí, konkrétně ve čtvrti Dublin. Jiný fast food řetězec White Castle zaměřující se na burgery zde sídlí od roku 1933.

## Demografie
Podle sčítání obyvatel v roce 2000 měl Columbus 711 470 obyvatel, byl největším městem státu a 15. největším městem v USA. V roce 2005 vzrostl počet obyvatel na 730 657, s přilehlou metropolitní oblastí na 1 708 625 lidí. Podle sčítání lidu z roku 2010 zde žilo 787 033 obyvatel. Podle sčítání lidu z roku 2020 to bylo 905 748 ve městě a 2 138 926 v metropolitní oblasti.
Podle průzkumu společnosti Gallup z roku 2015 tvoří LGBT menšina 4,3 % obyvatelstva Columbusu. Průvod Columbus Pride byl poprvé uspořádán roku 1981.

### Rasové složení
- 61,5 % bílí Američané
- 28,0 % Černoši
- 0,3 % američtí indiáni
- 4,1 % asijští Američané
- 0,1 % pacifičtí ostrované
- 2,9 % jiná rasa
- 3,3 % dvě nebo více ras

Obyvatelé hispánského nebo latinskoamerického původu, bez ohledu na rasu, tvořili 5,6 % populace.

## Sport
Hokejový klub Columbus Blue Jackets hraje Národní hokejovou liga (NHL) od roku 2000, poté co bylo v roce 1997 schváleno rozšíření této soutěže. Klubový název Blue Jackets (česky Modré kabáty) odkazuje na Americkou občanskou válku, v níž hráli vojáci Columbusu významnou roli, přičemž modré uniformy Unie byly vyráběny právě v tomto městě.
Na stánku Ohio Stadium pro více než 100 tisíc diváků hraje své zápasy amerického fotbalu univerzitní tým Ohio State Buckeyes hrající nejvyšší divizi v rámci Národní vysokoškolské atletické asociace (NCAA).
Ve městě dále působí fotbalový klub Columbus Crew SC.

## Hudba
Z města Columbus pochází hudební skupiny Twenty One Pilots a Beartooth.

## Společnost
Roku 1870 byla založena Ohijská státní univerzita, jedna z největších v USA, jejíž budovy tvoří rozsáhlý kampus v severní části městského centra.
Dále tu mimo jiné působí Franklinova univerzita (1902) nebo Otterbeinova univerzita (1847).
Od roku 1871 vychází deník Columbus Dispatch.

## Osobnosti města
- Prescott Bush (1895–1972), senátor a bankéř, jeho syn George H. W. Bush a vnuk George W. Bush byli prezidenty USA
- Donn Eisele (1930–1987), vojenský letec a astronaut
- Majel Barrettová (1932–2008), herečka
- Rahsaan Roland Kirk (1935–1977), jazzový multiinstrumentalista
- Jack Nicklaus (* 1940), bývalý americký golfista
- R. L. Stine (* 1943), spisovatel
- Beverly D'Angelo (* 1951), herečka a zpěvačka
- Randy Savage (1952–2011), americký profesionální wrestler
- Richard Biggs (1960–2004), herec
- Josh Radnor (* 1974), herec a režisér
- Lilia Osterlohová (* 1978), tenistka
- Maggie Grace (* 1983), herečka
- Tyler Joseph (* 1988), zpěvák skupiny Twenty One Pilots
- Josh Dun (* 1988), bubeník skupiny Twenty One Pilots
- Simone Bilesová (* 1997), americká sportovní gymnastka, čtyřnásobná olympijská vítězka a čtrnáctinásobná mistryně světa

## Partnerská města
Columbus má 10 partnerských měst. Prvním se stal v roce 1955 italský Janov.
| - Ahmadábád, Indie - Drážďany, Německo - Herzlija, Izrael - Che-fej, Čína - Janov, Itálie - Kumasi, Ghana - Odense, Dánsko - Sevilla, Španělsko - Tchaj-nan, Tchaj-wan - Zapopan, Mexiko |